# Terrestrial Trunked Radio
TETRA (del inglés: Trans European Trunked RAdio) es un estándar definido por el Instituto Europeo de Normas de Telecomunicaciones. Este patrón define un sistema móvil digital de radio y nace por decisión de la Unión Europea con el objeto de unificar diversas alternativas de interfaces de radio digitales para la comunicación entre los profesionales de los sectores mencionados más abajo.

## Características
La aplicación de este estándar está orientada a soluciones altamente especializadas en el ámbito profesional, donde las características anteriores (fiabilidad, costes, etc.) son un requerimiento importante, se observa en sectores críticos como lo son servicios de urgencias (policía, bomberos, ambulancias, etcétera) y para transmisión de otros datos. 
Con características diferenciadas respecto a la telefonía GSM tradicional se tiene: 
- Utilización de una banda de frecuencias mucho más baja, lo que supone una menor necesidad de equipos repetidores para dar cobertura a una misma zona geográfica.
- Infraestructura propia separada de las redes de telefonía móvil públicas puesto que las estaciones repetidoras trabajan a mayor distancia.
- Puede trabajar en modo terminal a terminal, en caso de fallo en las comunicaciones.
- Es un sistema digital más moderno que GSM con calidad de sonido superior al implementar sistemas más modernos de compresión de datos.
- Las capacidades de transmisión de datos están definidas en el propio estándar inicial y sólo son comparables al actual patrón GPRS.
- Mejor aprovechamiento del canal, ya que permite comunicaciones semidúplex como la radio convencional o dúplex como el teléfono en casos necesarios, utilizando los canales desocupados.
- Menor grado de saturación, ya que la norma garantiza una capacidad por defecto superior al doble de los canales convencionales en uso. Además dispone de comunicaciones priorizadas, por lo que en caso de saturación se garantizan la disponibilidad de estas comunicaciones prioritarias.
- Permite comunicaciones grupales lo que mejora la gestión para coordinación en las urgencias.
- Dispone de terminales específicos para cada necesidad. Así dispone de terminales portátiles (equiparables a teléfonos móviles), terminales móviles (destinados a vehículos) y terminales para bases.

Podría decirse que Tetra es una versión mejorada de Trunking.
Sus principales inconvenientes frente a GSM son:
- Soporta una menor densidad de usuarios que los servicios de GSM debido al tipo de modulación realizada.
- Los terminales tienen un precio mucho mayor al estar dirigido a sectores diferentes y no disponer de un mercado masivo de clientes.
- Las transferencias de datos son más lentas (max 19 Kbps), aunque se está mejorando en versiones más modernas de esta tecnología.
- Debido a la baja modulación de frecuencia, los terminales pueden interferir con dispositivos electrónicos sensibles, como marcapasos o desfibriladores, lo cual es contraproducente dándole ventaja a la radio analógico UHF/VHF.

La modulación usada en este protocolo es DQPSK. El formato de acceso es TDMA, también utiliza TDD/FDD (División doble)

## Frecuencias Radio
En Europa, la tecnología TETRA utiliza las siguientes frecuencias: 
| Servicios de Emergencia | Servicios de Emergencia     | Servicios de Emergencia     |
| Número                  | Pareja de frecuencias (MHz) | Pareja de frecuencias (MHz) |
|                         | Banda 1                     | Banda 2                     |
| ----------------------- | --------------------------- | --------------------------- |
| 1                       | 380-383                     | 390-393                     |
| 2                       | 383-385                     | 393-395                     |

| Servicio Público | Servicio Público            | Servicio Público            |
| Número           | Pareja de frecuencias (MHz) | Pareja de frecuencias (MHz) |
|                  | Banda 1                     | Banda 2                     |
| ---------------- | --------------------------- | --------------------------- |
| 1                | 410-420                     | 420-430                     |
| 2                | 870-876                     | 915-921                     |
| 3                | 450-460                     | 460-470                     |
| 4                | 385-390                     | 395-399,9                   |

## Reselección de células en imágenes
El diagrama muestra dos células que se superponen entre sí. También muestra los umbrales de selección lenta (SRT) y rápida (FRT) en relación con el nivel de campo eléctrico decreciente del portador de radio.
Los umbrales se ubican de modo que los procedimientos de reselección de células ocurran de manera oportuna y garanticen la continuidad de la comunicación.
El procedimiento de selección de célula inicial garantiza que el equipo móvil MS elija una célula con la que pueda decodificar los datos de enlace descendente y un canal de control principal (MCCH) con el que tenga una alta probabilidad de buena comunicación en el enlace de enlace ascendente

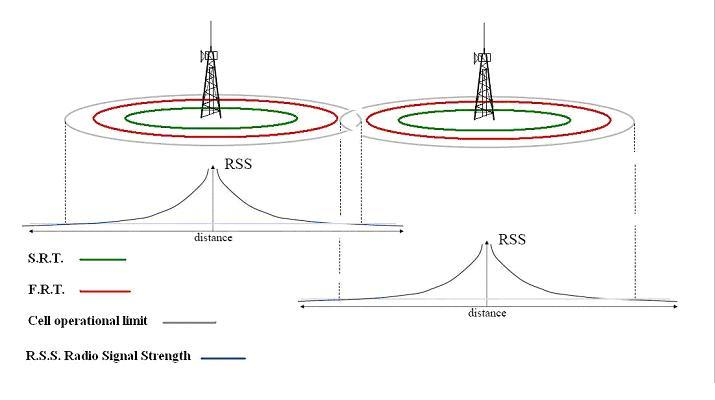
RSSI SRT FRT de las células vecinas.
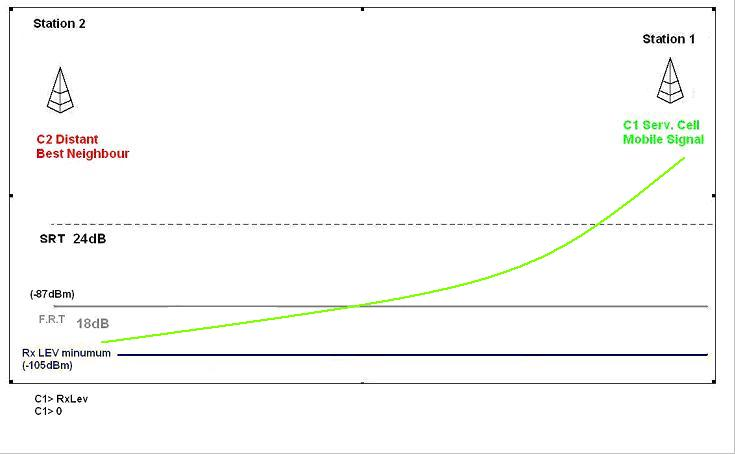
Selección inicial de célula.
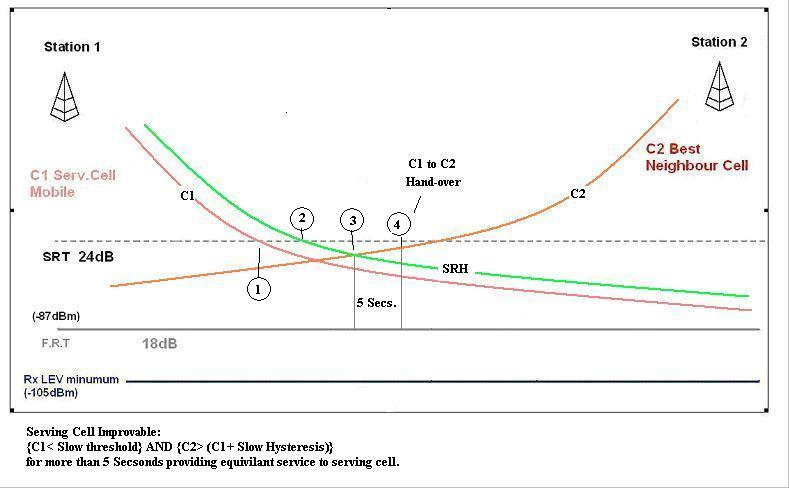
Célula mejorable (Improvable).
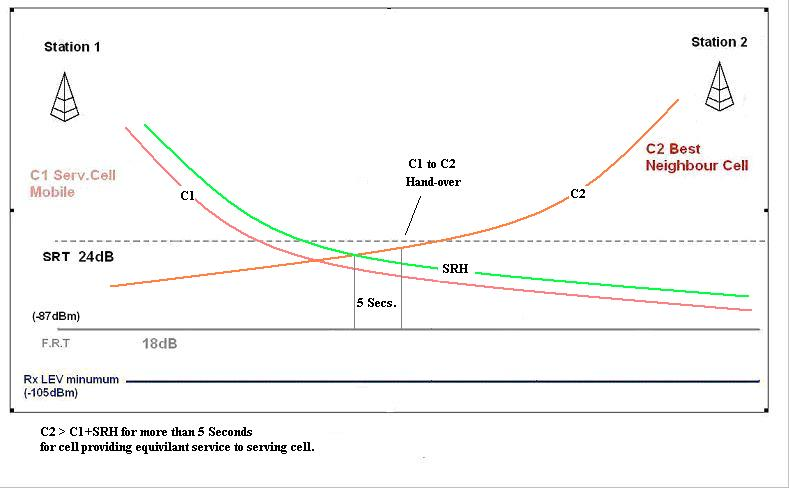
Célula usable (Usable).
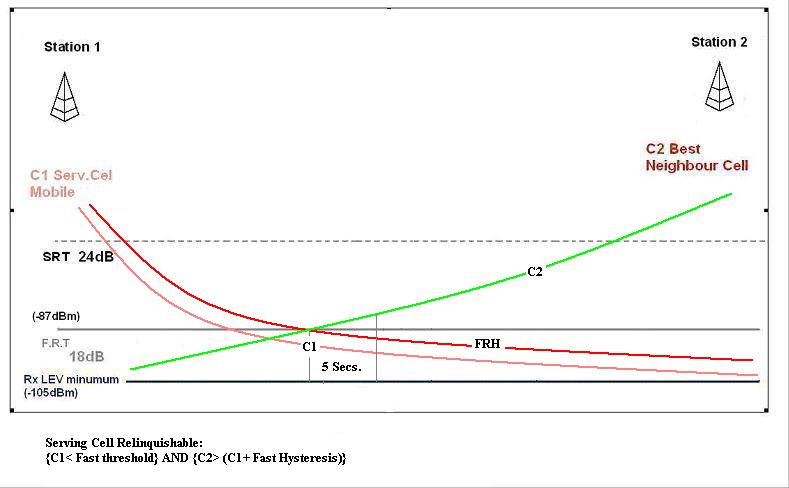
Célula abandonable (Relinquishable).
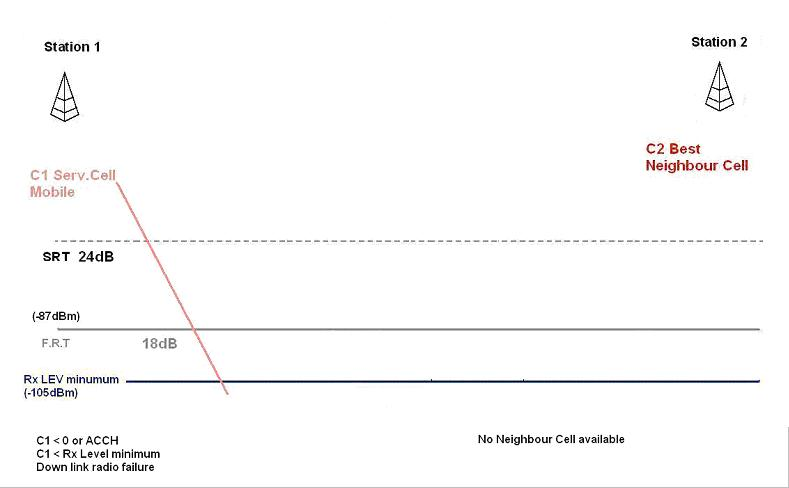
Fallo de servicio en enlace descendente.